# Codabar
Codabar - штриховой код, позволяющий кодировать числа от 0 до 9, символы -, $, :, /, ., + и четыре буквы (A, B, C, D). Штрихкод CODABAR, в зависимости от спецификации, позволяет закодировать только цифры (от 0 до 9), и в некоторых вариантах шесть спецсимволов (-, $, :, /, ., +). Четыре буквы (A, B, C, D) используются как стартовый и стоповые биты и не выводятся при дешифровании. Каждый символ содержит 7 элементов (4 штриха и 3 пробела). Для кодирования символа используются два или три широких элемента и четыре или пять узких. Расстояние между символами (пробелы) не содержит информации. Коэффициент пропорциональности (N) - отношение ширины узкого элемента к ширине широкого N= от 1: 2,25 до 1:3.
Из преимуществ можно выделить возможность кодирования 6 специальных символов. Пробелы между символами не содержат информации.
К недостаткам относится низкое распределение информации на единицу площади. Пример: 5,5 мм на символ с минимальной шириной штриха X=0,3 мм и пропорцией кода N=1:3.
Рекомендуемые методы печати: офсетная, лазерная и матричная, гравировка, флексография, термо- термотрансферная печать, фотопечать.
Применяется на складах, транспорте, в логистике и др.